# Trimma emeryi
Trimma emeryi är en fiskart som beskrevs av Winterbottom, 1985. Trimma emeryi ingår i släktet Trimma och familjen smörbultsfiskar. Inga underarter finns listade i Catalogue of Life.